# Iris (prohlížeč)
Iris je webový prohlížeč vytvořený společností Torch Mobile. Vycházel z prohlížeče Safari operačního systému Macintosh. Mezi jeho vlastnosti mimo jiné patřilo:
- prohlížení systému souborů
- prohlížení textových souborů
- jemné přibližování a oddalování po 10%
- posun stránky za její okraj
- zpožděné potvrzení kliknutí zabraňující chybné detekci kliku při posunu
- dlaždicové zobrazení všech otevřených stránek

V roce 2009 byla společnost Torch převzata společností Research in Motion Limited a vývoj prohlížeče Iris byl ukončen.